# Anjiabe Ambony
Anjiabe Ambony è una città e comune del Madagascar situata nel distretto di Ambilobe, regione di Diana. 
La popolazione del comune rilevata nel censimento 2001 era pari a 5 285 unità.